# Junkers A50
A50
A50ci D-2054 ミュンヘンのドイツ博物館
- 用途：スポーツ機
- 設計者：ヘルマン・ポールマン
- 製造者：ユンカース
- 初飛行：1929年2月13日
- 生産数：69機
- ユニットコスト：RM 16,200 or £795[1]

ユンカース A50（Junkers A50）は、ドイツユンカース社製造の単発・複座の全金属製軽飛行機（スポーツ機）で、1930年代にわたりA50 ジュニアとも呼ばれていた。

## 概要
ドイツ・ユンカース社のヘルマン・ポールマンが設計し1929年2月の初飛行の後、全部で5つのプロトタイプが組み立てられ、各種のエンジンをテストした。
　ユンカースはA50を5,000機を製造することを期待していたが、この航空機はおよそ16,000ライヒスマルクとかなり高価だった。わずか69機が製造されただけだった。加えて、1929年10月からの世界恐慌もあり、わずか50機だけが売れた。
売り先はフィンランド、スイス、日本、ポルトガル、南アフリカ、イギリス、ブラジル、オーストラリアその他だった。
何機かは航空会社で使われた。数機のA50はヨーロッパの観光飛行用として1929年と1930年に使われた。
もし乗客がいない場合は、空いたスペースはカバーで覆うことができた。A 50ce以降は、陸送時の取り扱いやすさを考慮して、翼を折りたためるようになった。

## 構造
ユンカースA50は、ユンカース社特有の構造の特徴である全金属製、低く据え付けられた片持ち翼、波形ジュラルミン製の外装を特徴とするスポーツ機であった。そのため夏でも冬でも、陸上でも海上でも、熱帯地方でも北極圏近くでも同様に使用できるという適応性の高さが売りであった。 A50は、操縦士が後部座席に座り、乗客は前部席に座るなど、ユンカース製航空機の慣例をいくつか遵守していた。どちらの座席にも、二重の飛行制御装置と2組の計器が備えられていた。
胴体は精密に作られた流線型の波形ジュラルミンで覆われ、金属を多用しているにもかかわらず、混合構造の航空機（例えば、布と木材を使用した航空機）の一般的な重量制限を満たすように注意深く設計されていた。胴体は、検査と修理ができるように簡単にアクセスできる設備を備えた多数の型と隔壁で支えられていた。 胴体先端部には航空機の単一のエンジンが搭載され、胴体後部は上方に伸びて垂直のくさび形に細くなってフィンを形成していた。
旅客用航空機として設計されていたため、搭乗者の快適性や利便性など、航空機のいくつかの面が詳細に検討された。操縦席には操縦士と乗客 1 名が座る 2 つの座席があり、比較的布張りが施され、幅が広く、調節可能な背もたれと肘掛けが備わっていた。特に重いスーツケースを運ぶために、独立した 2 つの荷物室が用意されており、1 つは 2 つの座席の間に位置し、飛行中どちらの搭乗者からも容易に手の届く位置にあった。操縦席の後ろにある 2 つ目の荷物室は、ストリーマー トランク1 個が入る大きさだった。操縦席付近の配管は、機体の二重底により隠されていた。
主翼は胴体と一体となった中央部分と、それぞれ4本以下のネジで中央部分に結合された2つの外側部分に分かれていた。これにより地上輸送と修理が容易になり、外側部分は代替品で容易に複製可能であった。胴体と同様に、主翼は波形ジュラルミンで覆われていた。構造的には比較的単純で、リブなどの多くの一般的な支持装置が不要であった。この単純さは製造スタッフと整備スタッフの両方に利益をもたらした。膨らみなどのいくつかの日常的な欠陥は、オーナー自身で合理的に対処できると考えられていた。航空機をより効率的に保管するために、一部のモデルでは主翼を後方に折りたたむことができた。
この飛行機には2つの部分からなるエレベーターがあり、安定装置にヒンジで固定されており、地上で調整することができた。ラダーは垂直尾翼と胴体先端の両方にヒンジで固定されていた。エレベーター、ラダー、エルロンにはすべてボールベアリングが使用されており、操作と整備が比較的容易であった。飛行機の操縦翼面は比較的大きく、わずかな偏向しか必要としなかったため、一連の調整可能なプッシュロッドを使用して作動させた。操縦桿とラダーバーの力と偏向は調和されていた。この飛行機は操縦が容易であるため、初心者パイロットの訓練に適していると考えられていた。
航空機には、特別な装備品を使わずに、従来の着陸装置、スキー、またはフロートのいずれかを装備することもできた。 フロートは比較的大きく、そのうちの 1 つだけを取り付けても航空機が浮いたままであるほどであった。損傷時に浮力を最大化するため、フロートには複数の防水区画を形成する内部隔壁があった。どの着陸装置を選択した場合でも、翼の中央部分の下の支持点に取り付けられる。着陸装置のトラックは比較的広く、風が地面に接触する可能性を低減し、連続した車軸がないため、長い草や下草がある場合に地上での動きが妨げられた。方向舵は、トラックの広い着陸装置の使用によって生じる従来の操縦性のペナルティを効果的に相殺した。車輪は比較的大きく頑丈であるため、整備されていない滑走路や厳しい条件の滑走路での使用に適していた。さらに、着陸装置には耐久性を考慮して設計されたゴムケーブル式のショックアブソーバーが装備されていました。
通常はアームストロング・シドレー ジェネ II空冷星型エンジン1 基で駆動され、前部隔壁上の容易に取り外し可能なフレームに取り付けられ、防火壁の役割を果たしていた。このエンジンは相当の予備出力と信頼性を備えていたため、この航空機の動力源として選ばれた。このエンジンは滑らかなジュラルミン板で覆われており、露出しているのはシリンダー ヘッドだけだった。プロペラはエンジンによって直接駆動された。特殊なスターターにより、霧状の燃料が吸気マニホールドに噴射され、軽量のマグネトーが作動した。燃料は機体中央部にある 2 つの主要タンクに貯蔵され、燃料ポンプを介して単一の重力タンクに供給された。オイル タンクは重力タンクのすぐ隣にあった。

## スペック
ユンカース航空機とエンジンのデータ 、1913-1945
一般的な特徴
- 長さ: 7.12 m (23 フィート 4 インチ)
- 翼幅: 10 m (32 フィート 10 インチ)
- 高さ: 2.39メートル (7フィート10インチ)
- 翼面積： 13.7 m 2 (147 平方フィート)
- 空車重量: 340 kg (750 ポンド)
- 総重量: 590 kg (1,301 ポンド)
- 燃料容量: 95 L (25 US ガロン; 21 インペリアル ガロン)
- 動力源:アームストロング・シドレー・ジェネII 5気筒空冷星型ピストンエンジン1基、65kW (87馬力)
- プロペラ： 2枚羽根固定ピッチプロペラ

パフォーマンス
- 最高速度: 164 km/h (102 mph、89 kn)
- 巡航速度： 60%の出力で時速140km（時速87マイル、76ノット）
- 着陸速度: 75 km/h (47 mph; 40 kn)
- 範囲: 600 km (370 マイル、320 海里)
- 持久力: 5時間
- 実用上昇限度： 4,200メートル（13,800フィート）
- 高度到達時間: 21分で3,000メートル（9,800フィート）
- 離陸滑走距離（高さ8メートル（26フィート）以上のゲート）： 250メートル（820フィート）
- 着陸滑走距離（高さ8メートル（26フィート）以上のゲート）: 187メートル（614フィート）

## 開発

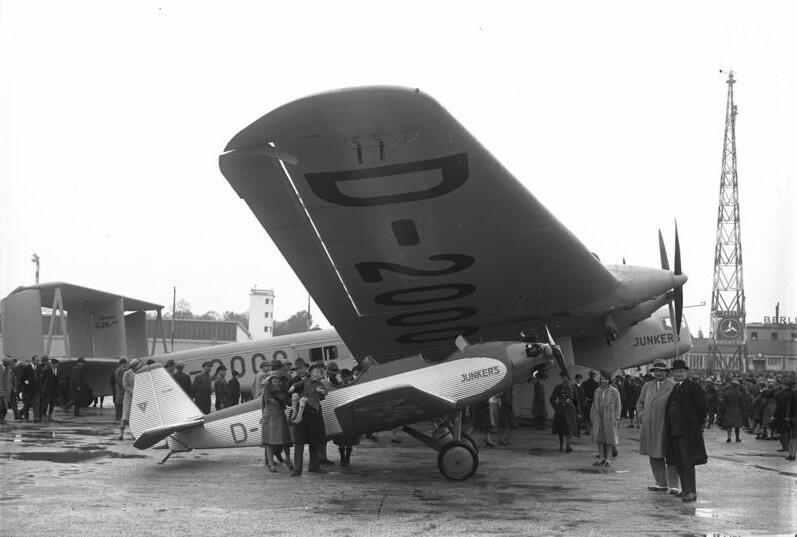
G.38 D-2000の翼の下のA50ce D-1842　 1930年5月

## 種類
- A50 - Armstrong Siddeley Genet 59 kW (79 hp)    ラジアルエンジン
- A50ba- ウォルターベガ 63 kW (84 hp)    ラジアルエンジン（1機製造）
- A50be - Armstrong Siddeley Genet 59 kW (79 hp)    エンジン
- A50ce - Armstrong Siddeley Genet II 63 kW (84 hp)    エンジンまたは輸出用Genet Major I 74   kW、折りたたみ翼。
- A50ci - シーメンス-Halske Shの13 65 kW (87 hp)    ラジアルエンジン、折りたたみ翼。 もともとは「Volksflugzeug 」として量産されるように設計された[3][信頼性要検証]。
- A50fe - Armstrong Siddeley Genet II、 63 kW (84 hp)    エンジン、改造された機体、折りたたみ翼。
- KXJ1 - 大日本帝国海軍航空隊が試用したユンカースA-50の部内名[4]。

## 現代
2022年、ユンカース航空機工場はA50の近代化版であるA50ジュニアの生産を開始しました。この新型A50は、最新の航空電子機器、複合材製MTプロペラを駆動する100馬力（75kW）のロータックス912i Sエンジン、そして弾道パラシュートを備えています。2023年5月現在、ヨーロッパでは27機の新型A50が販売されており、WACOエアクラフト・コーポレーションがアメリカの顧客向けに機体を製造する計画が立てられています。

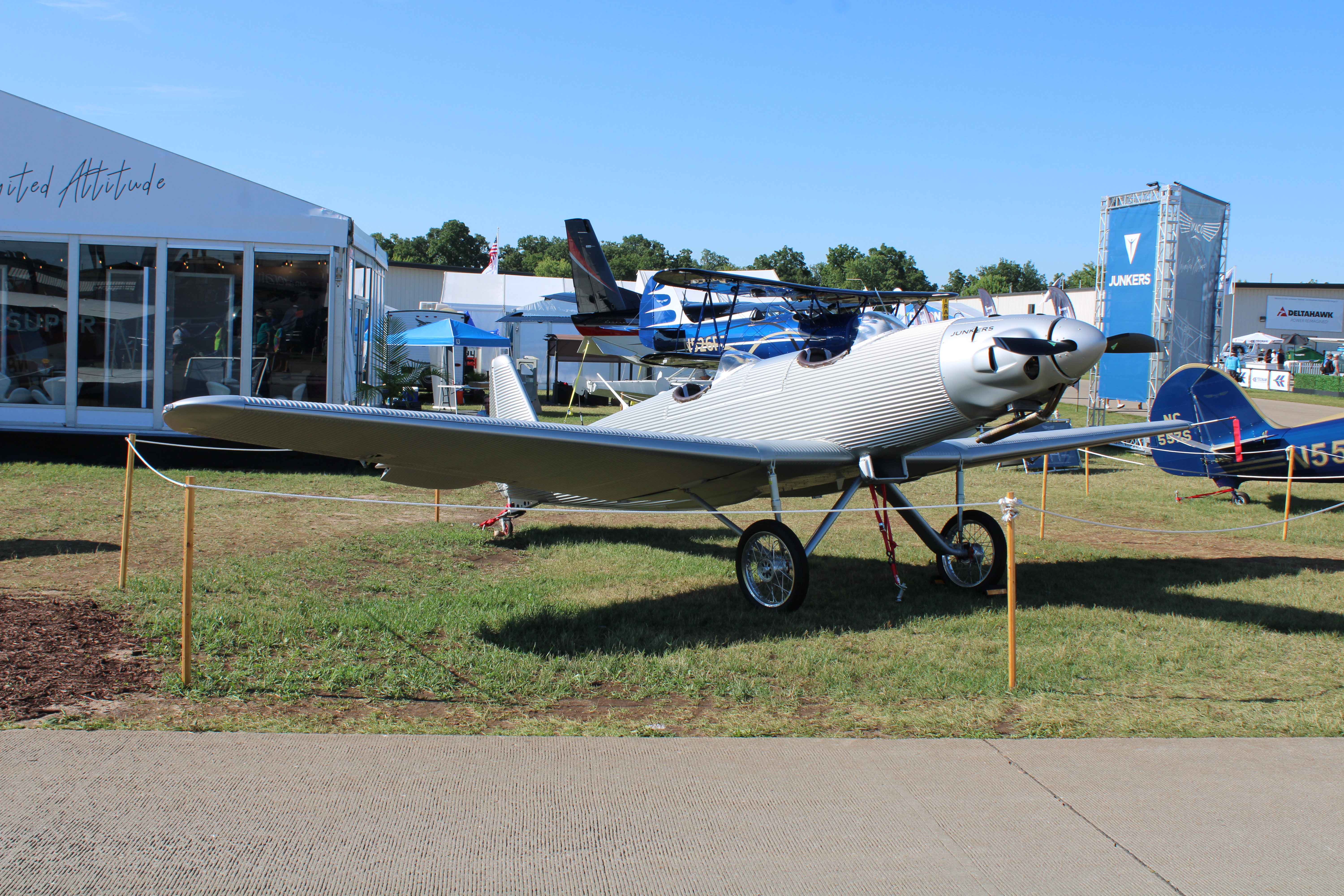
New production A50 at EAA AirVenture Oshkosh in 2023

2024年のサン・アンド・ファン航空宇宙博覧会で、ユンカースはA50 ヘリテージを発表しました。A50 ヘリテージは、オリジナルのA50に近い、より本格的なバージョンとして販売されています。ヴァーナー・スカーレット7U星型エンジンを搭載し、2ピースガラス製の風防とアナログ計器を備えています。

## 運用者
アルゼンチン
- アルゼンチン空軍

 オーストラリア
- オーストラリア空軍

 ボリビア
- ボリビア空軍

 ブラジル
- ブラジル空軍

 フィンランド
- フィンランド空軍

 Germany
- 国会議事堂

 Nazi Germany
- Luftwaffe

 ハンガリー
- ハンガリー空軍

 日本
- 大日本帝国海軍 - KXJ1として試用[4]。
- 報知新聞社 - 通信機などとして5機を運用。うち2機は太平洋の飛び石伝い横断を目的とした水上機型[4]。

 パラグアイ
- パラグアイ空軍

 ポルトガル
- ポルトガル空軍

 South Africa
- 南アフリカ空軍
- 南アフリカ航空 - 3機の航空機を運航した。

 スウェーデン
- スウェーデン空軍

 スイス
- スイス空軍

 イギリス
- 王室空軍

 ウルグアイ
- ウルグアイ空軍

## 生き残った機体

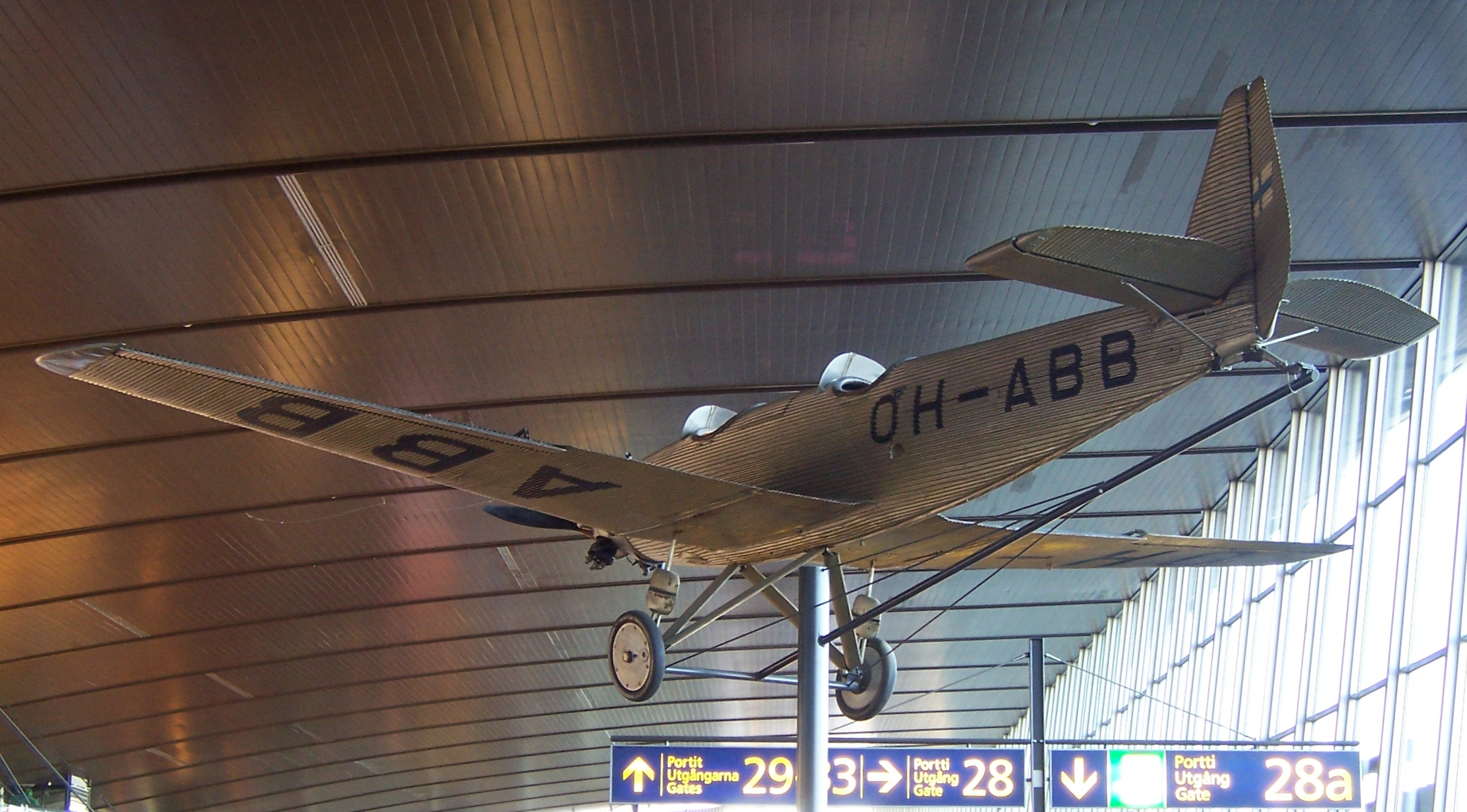
ヘルシンキヴァンターのA50ce、出発ホール、ゲート28

## 仕様（A50ba）

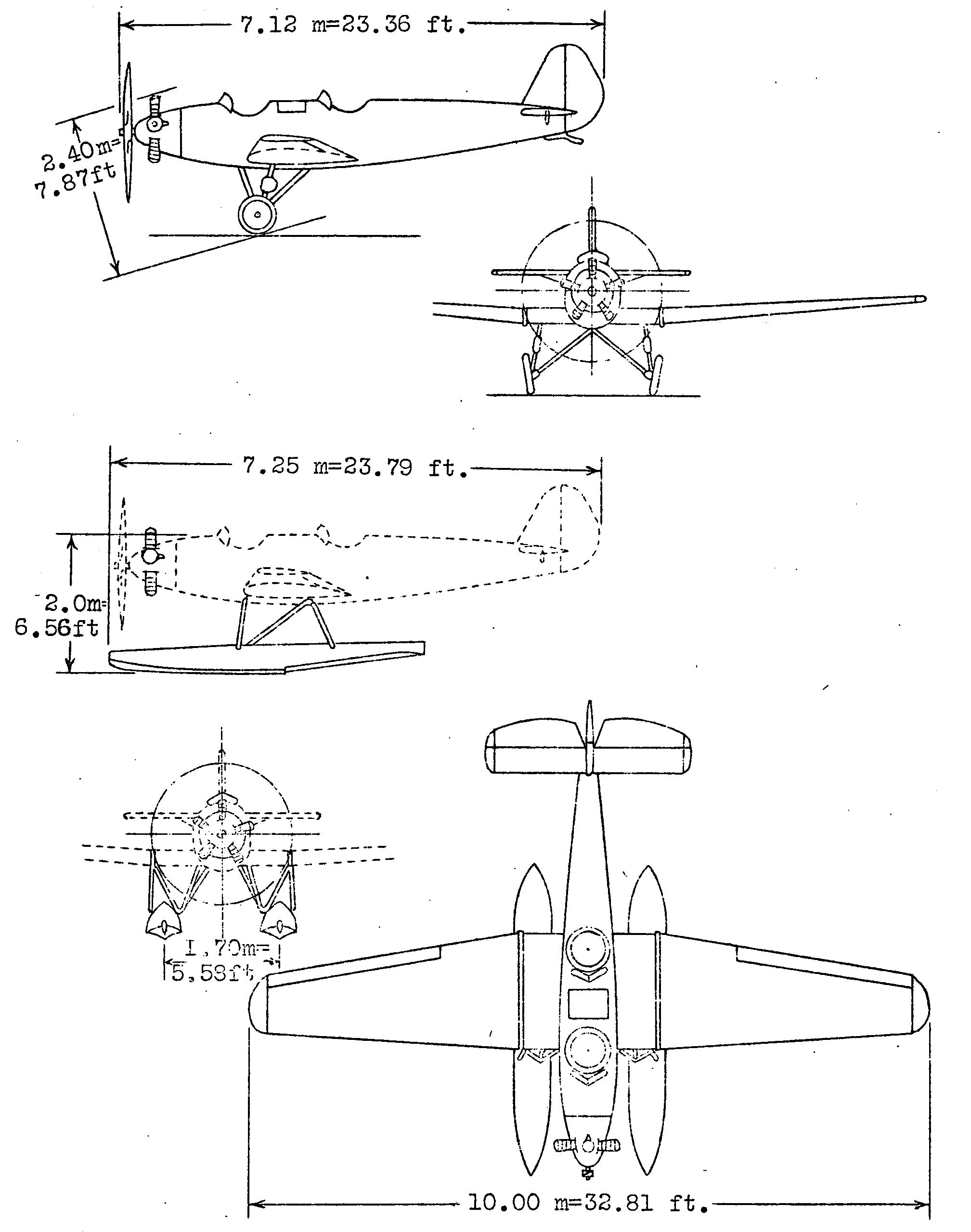
ユンカースNACA航空機サーキュラーNo.118からの50の3面図

- Length: 7.12 m (23 ft 4 in)
- Wingspan: 10 m (32 ft 10 in)
- Height: 2.39 m (7 ft 10 in)
- Wing area: 13.7 m2 (147 sq ft)
- Empty weight: 340 kg (750 lb)
- Gross weight: 590 kg (1,301 lb)
- Fuel capacity: 95 l (25 US gal; 21 imp gal)
- Powerplant: 1 × Armstrong Siddeley Genet II（英語版） 5-cylinder air-cooled radila piston engine, 65 kW (87 hp)
- Propellers: 2-bladed fixed-pitch propeller

Performance
- Maximum speed: 164 km/h (102 mph, 89 kn)
- Cruise speed: 140 km/h (87 mph, 76 kn) on 60% power
- Landing speed: 75 km/h (47 mph; 40 kn)
- Range: 600 km (370 mi, 320 nmi)
- Endurance: 5 hours
- Service ceiling: 4,200 m (13,800 ft)
- Time to altitude: 3,000 m (9,800 ft) in 21 minutes
- Take-off run (over 8 m (26 ft)-high gate): 250 m (820 ft)[5]
- Landing run (over 8 m (26 ft)-high gate): 187 m (614 ft)[5]

## レコード記録
A 50 は数々のFAI世界記録が樹立されました。59 kW のアームストロング・シドレー・ジェネエンジンを搭載したフロート装備構成では、次の記録が達成されました。
| 日付          | フライトの種類               | レコードタイプ        |
| ------------- | ---------------------------- | --------------------- |
| 1930年6月4日  | 乗客なし                     | 標高: 5652メートル    |
| 1930年6月4日  | 乗客付き                     | 標高: 4614メートル    |
| 1930年6月6日  | 乗客を乗せたクローズドコース | 航続距離: 900,180 km  |
| 1930年6月6日  | 乗客を乗せたクローズドコース | 飛行時間: 8時間27分   |
| 1930年6月6日  | 乗客を乗せたクローズドコース | 平均速度: 164.30 km/h |
| 1930年6月13日 | 乗客なしのクローズドコース   | 航続距離: 2100,420 km |
| 1930年6月13日 | 乗客なしのクローズドコース   | 飛行時間: 16:29       |
| 1930年6月13日 | 乗客なしのクローズドコース   | 平均速度: 165.44 km/h |

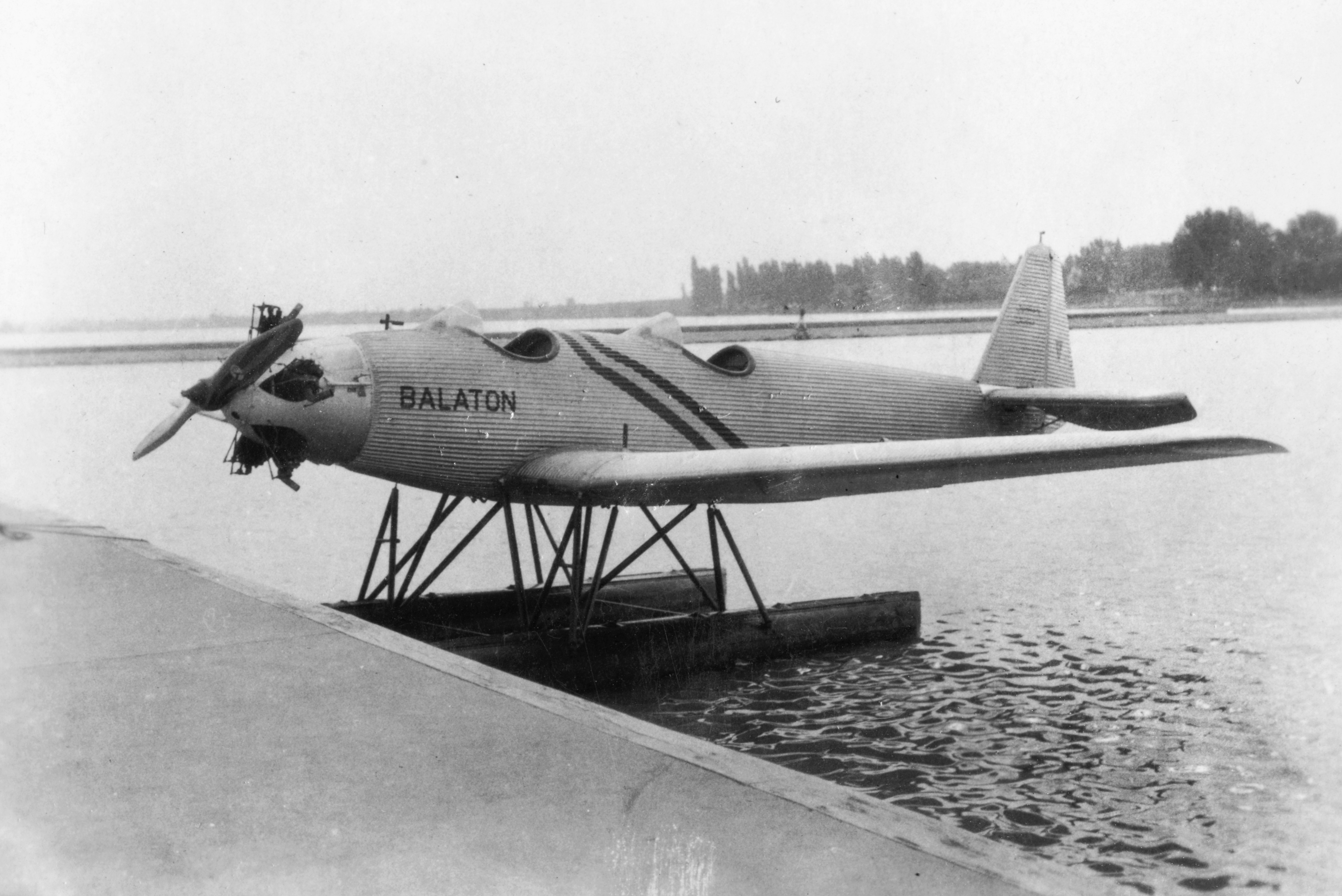
水上機型

1930年、マルガ・フォン・エッツドルフは黄色のユンカース・ジュニアに乗ってベルリンから東京まで単独飛行した最初の女性になった。

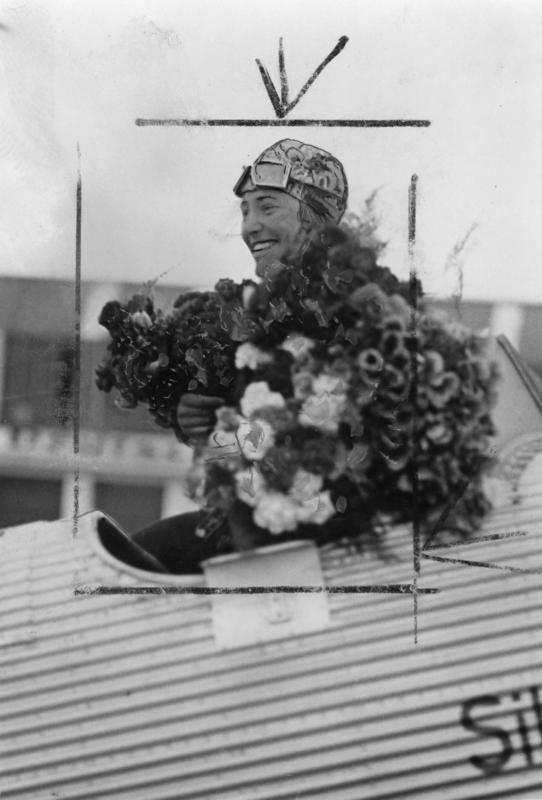
マルガ・フォン・エッツドルフ